# Kantoor van Schrale's Beton
Het kantoorgebouw van Schrale´s Beton is een bouwwerk in de Nederlandse stad Zwolle. 
Het gebouw is ontworpen tussen 1957 en 1959 door (onder meer) de bekende architect Gerrit Rietveld. De bouw is uitgevoerd door de opdrachtgever Schrale's Beton- en Aannemings Maatschappij tussen 1962 en 1963. In de onderbouw van het bouwwerk is gebruikgemaakt van in het werk gestorte betondelen en prefab-elementen. Erboven bevindt zich een staalconstructie. In de gevels zijn stalen raamkozijnen verwerkt. In het interieur bevinden zich verplaatsbare binnenwanden waarbij in de interieurvormgeving elementaire vormen en primaire kleuren zijn toegepast. Hierdoor is er een directe relatie met Rietvelds vroege werken uit De Stijl.
In 2013 maakte de Minister van Onderwijs, Cultuur en Wetenschap bekend dat het kantoorgebouw samen met 88 andere werken uit de late wederopbouwperiode zal worden voorgedragen als rijksmonument waarna de aanwijzing een jaar later volgde.